# Konstanty Krzysztof Wiśniowiecki
Konstanty Krzysztof Wiśniowiecki (1635-17 ou 26 août 1686), prince de la famille Wiśniowiecki, voïvode de Bracław et de Belz

## Biographie
Il est le fils de Janusz Wiśniowiecki, grand écuyer royal et staroste de Kremenets, et de Katarzyna Eugenia Tyszkiewiczówna (pl).
Avec son frère, Dymitr Jerzy Wiśniowiecki, Hetman la Couronne Hetman, Janusz Wiśniowiecki participe à de nombreuses batailles contre la Russie et la Turquie, comme la Bataille de Khotin (1673) et le siège de Vienne en 1683.
Il est membre de la Confédération de Tyszowce en 1655 ans et maréchal du sejm de Ruthénie en 1669.

## Mariages et descendance
Dymitr Jerzy Wiśniowiecki épouse Urszula Teresa Mniszchówna, fille de Franciszek Bernard Mniszech (pl), qui lui donne une fille :
- Franciszka Ludwika (1688-?)

Il se marie ensuite avec Anna Chodorowska, fille de Krzysztof Chodorowski, qui lui donne deux fils :
- Janusz Antoni Wiśniowiecki (1678-1741)
- Michał Serwacy Wiśniowiecki (1680-1744)

## Sources
- Notices d'autorité :   - VIAF
  - Pologne
  - NUKAT

- (pl) Cet article est partiellement ou en totalité issu de l’article de Wikipédia en polonais intitulé « Konstanty Krzysztof » (voir la liste des auteurs).